# کنت براتن
کنت براتن (انگلیسی: Kenneth Braaten؛ زادهٔ ۲۴ سپتامبر ۱۹۷۴) اسکی‌باز نوردیک ترکیبی اهل نروژ است. او در بازی‌های المپیک زمستانی ۱۹۹۸، مسابقات جهانی اسکی نوردیک FIS در سالهای ۲۰۰۱ و ۱۹۹۹ شرکت داشت.